# متلازمة بروتيوس
متلازمة بروتيوس أو متلازمة وايدمان (سميت نسبة إلى طبيب الأطفال الألماني هانز-رودولف وايدمان) أو متلازمة المتقلبة أو ظاهرة أعراض البروتيوس (بالإنجليزية: Proteus Syndrome), ويطلق عليه أيضا اسم مرض فيدمان. هو مرض جيني جد معقد يصيب واحد أو عدة مناطق من الجسم كالبشرة, العظام, النخاع الشوكي. يظهر المرض منذ الولادة لدى حامليه.
متلازمة بروتيوس متفاوتة الدرجة بصورة عالية, وقد سميت نسبة لإله البحر وفق المعتقد الإغريقي والمسمى بروتيوس والذي يستطيع أن يغير شكله.
و لعل أكثر شخص عرف بحمله لهذا المرض هو جوزيف مريك جوزيف ميريك الذي لقب بالرجل الفيل نظرا لحمله هذا المرض, كما أن هناك امرأة معروفة حاليا تحمل هذا المرض واسمها ماندي سيلارز (Mandy Sellars).
إن مرض البروتيوس ليس مرضا وراثيا وتناقله لا يتعلق بتعرض أحد الوالدين بالإصابة, هو مرض تركيبي يصيب إحدى المناطق في الجسم، وطرق علاجه حتى الآن لا تزال مبهمة وعليها عدة علامات استفهام, ويجدى الإشارة إلى أن هناك مستشفى في بريطانيا متخصص في هذا المرض (Proteus Syndrome Foundation) وهو الذي يتابع حالة ماندي سيلارز مثلا.

## الأعراض
تظهر أعراض متلازمة بروتياس في زيادة نمو الجلد, العظم, الأنسجة الدهنية, الأوعية الدموية والليمفاوية على ناحية واحدة من الجسم.
وتتطور الأعراض بتقدم العمر, وقد تظهر أورام الجلد والعظام في أي مرحلة عمرية من عمر المريض. وتتأثر الجمجمة بشدة وينتج عن ذلك تشوهات شديدة. وقد يُصاب المريض أيضًا بجلطات في العديد من الأوردة بسبب تضخم وتشوه الأوعية الدموية والذي قد ينتج عنه الموت المبكر.
ويعاني المريض من التهابات المفاصل والآلام المبرحة بسبب تضخم الأطراف ( اليدين والساقين ) كما في حالة ( ماندي سيلارز ) Mandy Sellars وهي سيدة تعاني من متلازمة بروتياس.
لا تتأثر القدرات العقلية والذكاء بالمرض في حد ذاته, ولكن المضاعفات المصاحبة للمرض هي ما قد يؤثر على قدرة المريض على مواصلة التعليم واكتساب المهارات الاجتماعية.

## معدل الإصابة
تعتبر متلازمة بروتيوس من الأمراض شديدة الندرة ويصاب بها أقل من شخص واحد لكل مليون شخص, وقد سجّلت بضع مئات من الحالات على مدار تاريخ الطب حتى الآن. و قد يتم تشخيص بعض المرضى الذين يعانون من تضخم أحد جانبي الجسم لأي سبب بمتلازمة بروتيوس خطأً ولذلك يسعى الأطباء لوضع قواعد حاسمة لتشخيص المرضى.

## سبب المرض
ينتج المرض عن طفرة جينية بالجين (AKT1 gene), وهذه الطفرة لا تورّث.

## العلاج
يعتمد علاج متلازمة بروتيوس على معرفة المضاعفات ومحاولة تجنبها مسبقًا.
ويمكن التعامل مع كل من المشكلات الناتجة عن المرض على حدة:
تضخم أحد نصفي الجسم:
قد يعاني المريض من تضخم اليدين ويمنعه ذلك من الكتابة والإمساك بالأشياء كما أن تضخم القدمين قد يعيق الحركة والمشي, فيتطلب ذلك تدخل جراح عظام متخصص للتقليل من حجم الأطراف المتضخمة, ولكن هذه العمليات الجراحية شدة في التعقيد وقد تنتج عنها مضاعفات خطيرة وقد تؤدي للوفاة.
تضخم نصف الوجه واللسان :
ينتج عن تضخم الوجه وتشوهات الفك والأسنان صعوبة في المضغ وتناول الطعام مما يتطلب متابعة دورية وأحيانا تدخل جراحي.
الجنف (انحناء العمود الفقري) :
قد يساعد التشخيص المبكر على إنجاح العلاجات الغير جراحية لتفادي تشوهات العمود الفقري
تشوهات الجلد والأوعية:
يمكن استخدام أشعة الليزر لعلاج بعض تشوهات الجلد والأوعية الدموية. ولم يثبت نجاح العلاج بالليزر في حالات (بقع القهوة باللبن) وهي أحد أنواع إصابات البشرة، أو في حالات فرط التصبغ بالميلانين.
وقد يستخدم العلاج عن الطريق حقن الكورتيزون داخل الآفة.
إصابات الأعضاء الداخلية:
يتطلب المريض متابعة دورية باستخدام تصوير رنين المغناطيسي للتشخيص المبكر للأورام الشحمية والخراجات الرئوية.